# Khlong

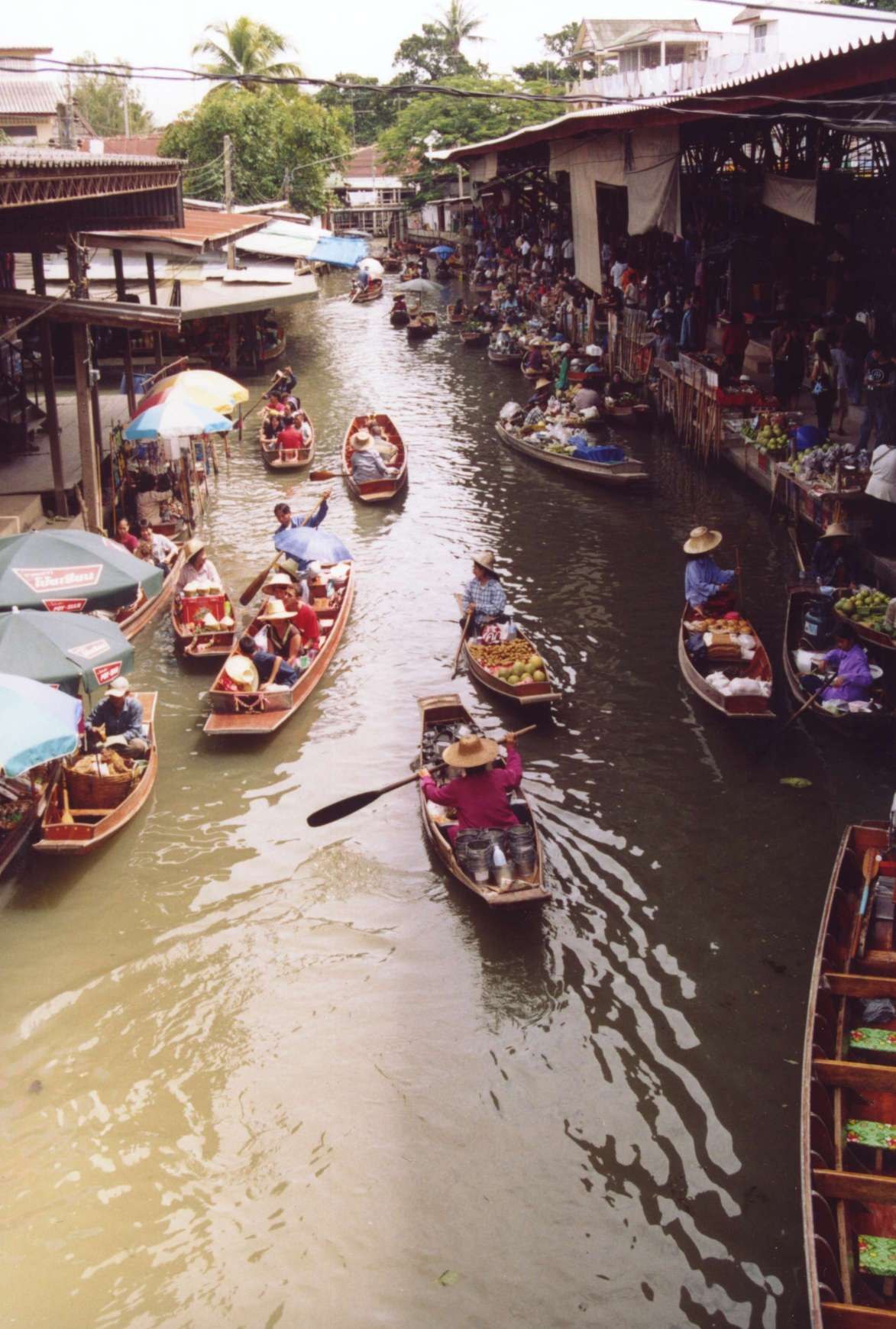
Marché flottant de Damnoen Saduak, dans la province de Ratchaburi.

Khlong (thaï คลอง, parfois aussi transcrit Klong) est le nom générique des canaux de la plaine centrale de Thaïlande. Les khlongs constituent un réseau relié à la Chao Phraya, à la Tha Chin, à la Mae Klong ou à leurs affluents. Le mot s'applique aussi à de nombreuses petites rivières, nommées du mot khlong suivi de leur nom particulier.

## Les khlongs à Bangkok

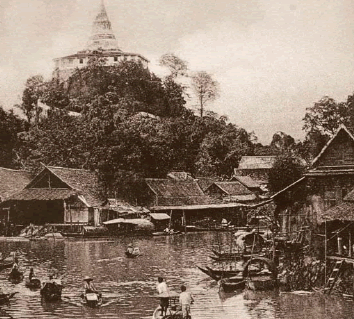
Un khlong au pied du Wat Saket au XIXe siècle

La capitale Bangkok était jadis entièrement quadrillée de khlongs, qui lui valaient le surnom de «Venise de l'Est». Ils servaient pour le transport, le commerce (marchés flottants) et aussi d'égouts. Aujourd'hui, la plupart ont été comblés et transformés en rues, bien que Thonburi (à l'ouest de la Chao Phraya) conserve quelques-uns des principaux.
Le centre de Bangkok conserve le Khlong Saen Saeb (construit par Rama III en 1840), où circule un service de bateaux express.

## Marchés flottants
Les marchés flottants traditionnels sont essentiellement de nos jours des attractions pour touristes. 
Le plus célèbre marché flottant est celui du district de Damnoen Saduak dans la province de Ratchaburi : des centaines de commerçants en chaloupes à rames ou motorisées y vendent des produits alimentaires et artisanaux provenant pour la plupart de la région ; et des bateliers proposent aux touristes d'explorer le dédale des canaux alentour afin d'y découvrir des maisons traditionnelles, des temples et des jardins cachés ; on y croise le matin des bonzes demandant l'aumône en barque, des enfants se rendant à l'école à la rame, et aussi, de temps en temps, des habitants lavant leur linge dans le khlong ou y faisant leur toilette. 